# Barthold Heinrich Brockes
Barthold Heinrich Brockes, född 22 september 1680, död 16 januari 1747, var en tysk poet.
Brockes var senator i Hamburg och kejserlig pfalzgreve. Han skrev en större diktsamling, Irdisches Vergnügen in Gott (nio band, 1721–1748), där naturfenomenen tolkas som sinnebilder för det gudomliga. Brockes översatte dikter av Marini, Pope och Thomson samt författade ett passionsoratorium. På svenska finns det senare, "Jesu Kristi lidande och död rimvis betrachtadt och sångvis uppfördt" (1731).